# Rhodri Jones
Pour les articles homonymes, voir Jones.
Pas d'image ? Cliquez ici

a Compétitions nationales et continentales officielles uniquement.

b Matchs officiels uniquement.
Dernière mise à jour le 31 juillet 2024.
Rhodri Powell Jones, né le 23 décembre 1991 à Aberystwyth (pays de Galles), est un joueur international gallois de rugby à XV. Il évolue au poste de pilier pour les Dragons RFC.

## Biographie
Rhodri Jones évolue avec le club de Llanelli RFC, puis il rejoint la franchise des Scarlets.
En 2010 et 2011, il connaît des sélections avec l'équipe du pays de Galles des moins de 20 ans,.
Il fait ses débuts avec le pays de Galles le 2 juin 2012 contre les Barbarians ; il revient en sélection en juin 2013 contre le Japon, puis il dispute trois test matchs en novembre 2013 comme pilier titulaire contre l'Argentine, les Tonga et l'Australie.
Il est à nouveau présent dans le groupe de joueurs qui dispute le Tournoi des Six Nations 2014. Il dispute son premier match dans cette compétition face à l'Italie. Il joue cinq rencontres du Tournoi avec un bilan de trois victoires et deux défaites.
En décembre 2014, il est un des premiers Gallois à s'engager avec la fédération dans le cadre d'un contrat fédéral de deux ans,.
Victime d'une blessure à l'épaule, il manque le Tournoi des Six Nations 2015. La fédération et son club passent un accord pour qu'il ne dispute pas la fin de saison 2014-2015 pour se préserver pour la préparation de la Coupe du monde 2015.
Rhodri Jones est retenu dans un groupe élargi de quarante-sept joueurs pour la préparation de la Coupe du monde 2015, annoncé par Warren Gatland. Finalement, il n'est pas retenu pour la compétition.
À partir de la saison 2016-2017, il change d'équipe et rejoint les Ospreys.
En début d'année 2021, il est retenu avec le pays de Galles pour la première fois depuis l'été 2018, afin de disputer le Tournoi des Six Nations. Il dispute les trois premières journées de la compétition en tant que remplaçant et son équipe remporte la compétition,.
À l'issue de la saison 2021-2022, il quitte les Ospreys et signe pour le Dragons RFC.

## Palmarès
- Vainqueur du Tournoi des Six Nations en 2021 avec l'équipe du pays de Galles.